# Synagoga v Chyši
Synagoga v Chyši byla židovská modlitebna v Chyši, městě v Karlovarském kraji.

## Historie

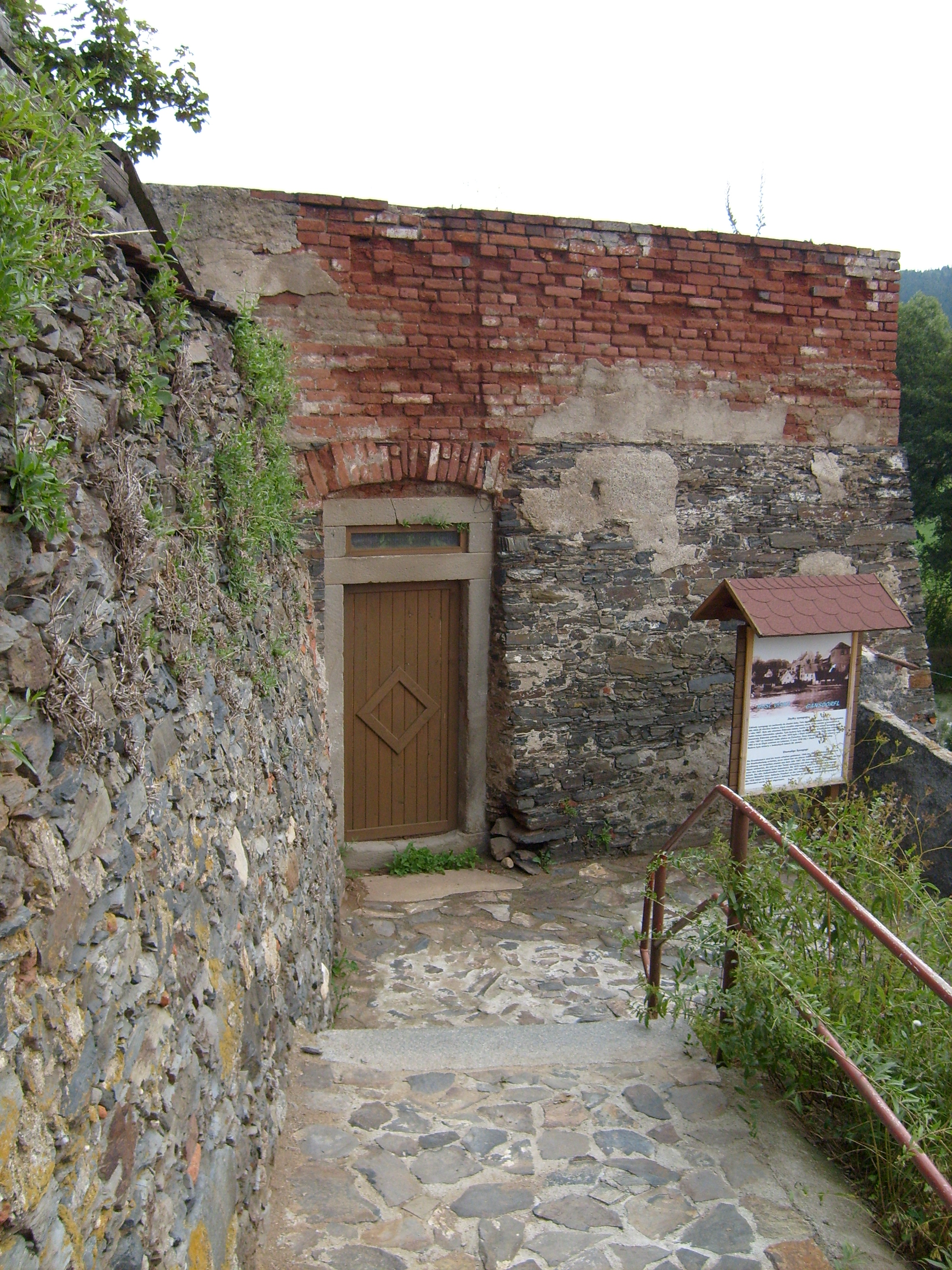
Vchod do pozůstatků synagogy v Chyši

Byla postavena v roce 1848 přímo u pozdně středověkého opevnění z 15. století na jižním okraji města. Nová synagoga nahradila starší dřevěnou modlitebnu. V budově synagogy v neoklasicistním stylu sídlila do roku 1870 židovská škola.
K bohoslužbám sloužila až do roku 1938, kdy byla následkem perzekučních zákonů v Nacistickém Německu namířených proti Židům opuštěna. Následkem tragických událostí druhé světové války a holokaustu pak došlo k razantnímu zmenšení zdejší židovské obce a po roce 1945 tak budova chátrala. Roku 1972 následovala částečná demolice, zachoval se pouze suterén budovy a tzv. židovské schody.

## Architektura
Synagoga byla zděná hranolová stavba vyrůstající z mohutné rohové bašty městského opevnění a ukončena valbovou střechou krytou břidlicí. Hladká fasáda byla prolomena vysokými okny a zdobena profilovanou korunní římsou. Do horního patra vedl vstup z židovského ghetta, do spodního patra vedl obdélný pískovcový portál s nadsvětlíkem v západní zdi. Spodní patro bylo osvětleno dvěma obdélnými okny v jižní stěně. V horním patře byl modlitební sál, ve spodním byla židovská škola.